# Protogene (sicario)

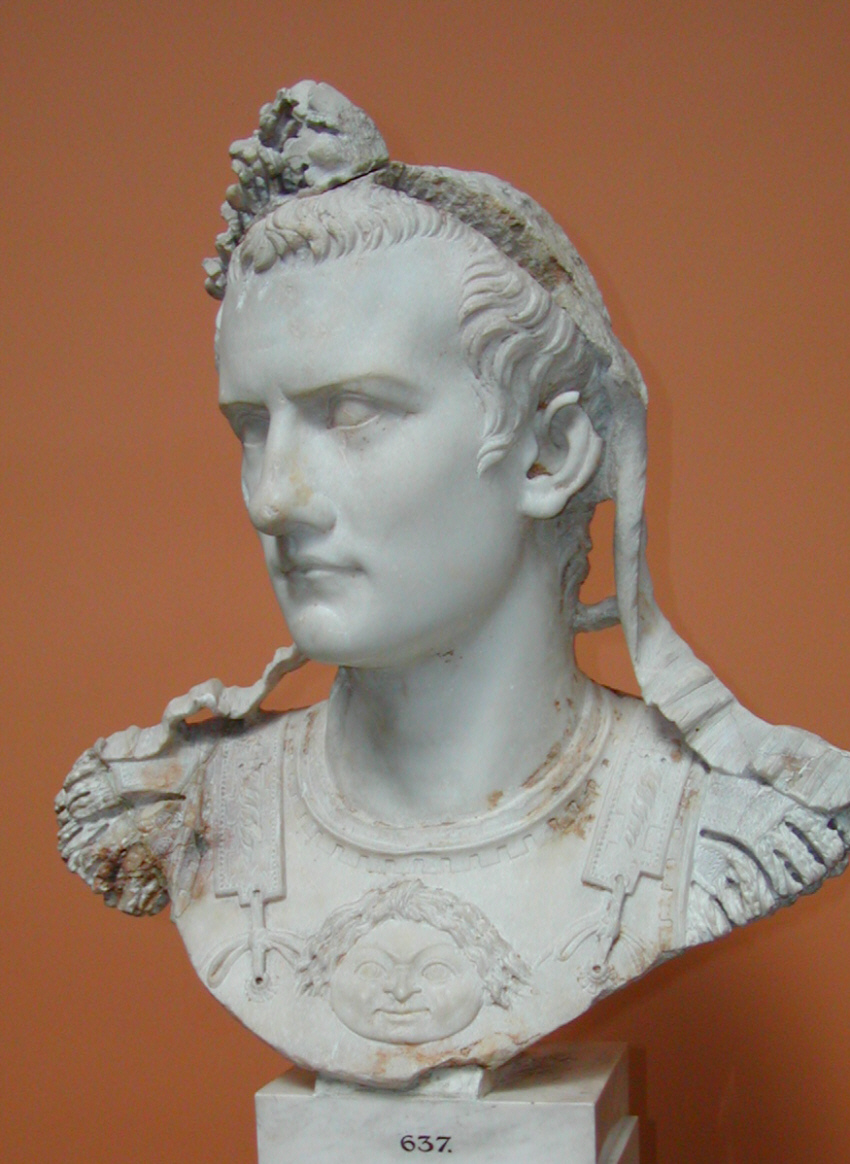
Caligola, delle cui crudeltà Protogene fu complice (Busto dalla Ny Carlsberg Glyptotek di Copenaghen)

Protogene (Πρωτογένης in greco; ... – Roma, 41?) fu un personaggio dell'antichità romana, di condizione schiavile, vissuto in epoca imperiale, nella prima metà del I secolo d.C, la cui figura controversa è legata a quella di Caligola.

## Notizie storiche
Fu probabilmente sicario e complice dell'imperatore Caligola, delle cui crudeltà rappresentò il principale strumento.
Protogene era solito tenere con sé due libri, che egli chiamava La spada e Il pugnale, nei quali erano annotati i nomi delle persone destinate a sicura morte.
Dopo la morte dell'imperatore, i due libri furono rinvenuti nei suoi ripostigli segreti insieme a una gran quantità di veleni. I veleni furono distrutti e i libri dati alle fiamme per ordine di Claudio, che decise anche di mandare a morte Protogene.